# 마이 카드
마이 카드(일본어: マイカード)는 세가가 게임 소프트웨어의 공급 매체로 사용한 IC 카드형 롬이다.

## 개요
기존의 롬 카트리지와 비교해서 압도적으로 작은 크기를 가지고 있다. 마이 카드 전용 슬롯이 없는 SG-1000, SG-1000II에서는 카드 캐처라는 변환 어댑터를 롬 카트리지 슬롯에 장착하여야 한다. 마이 카드 발매 후 등장한 세가 마크 III나 마스터 시스템에서는 마이 카드 전용 슬롯이 기본으로 채택되었다.
한때 세가는 카드화를 적극적으로 추진하고 있었지만, 게임 대용량화에 따른 용량 제한으로 마이 카드는 점차 사용하지 않게 되었다. PC 엔진에서 사용된 휴카드와 비슷하지만 호환성은 없다.